# Ognjemetna raketa
Ognjemetna raketa je pirotehnični izdelek na leseni palici s pirotehničnim pogonom. Po prižigu raketa poleti v nebo (od 20 do 100m) in eksplodira. Po navadi ustvari lepo rožo na nebu.Rakete so prvi izumili kitajci ze v 15. stoletju